# ایپیسکوپی
ایپیسکوپی (به لاتین: Episkopi, Limassol) یک روستا در قبرس است که در ناحیه لیماسول واقع شده‌است.

## خصوصیات
ایپیسکوپی  ۳٬۶۸۱ نفر جمعیت دارد.

## خواهرخوانده
شهر آرگوس خواهرخواندهٔ ایپیسکوپی هست.